# James Tanner
James Mourilyan Tanner (1 de agosto de 1920 - 11 de agosto de 2010) fue un pediatra endocrinólogo conocido por el desarrollo de la Escala de Tanner, que mide las etapas del desarrollo sexual durante la pubertad. Fue profesor emérito del Instituto de Salud Infantil en la Universidad de Londres. 

## Biografía
Tanner nació el 1 de agosto de 1920 en Camberley, Surrey, Reino Unido y fue educado en el Colegio de Marlborough y en el Colegio Universitario del Suroeste de Inglaterra. Su familia viajó extensamente mientras era un joven porque su padre, un soldado en el ejército británico, fue ubicado en varios lugares. Tanner era un hurdler de alto rango que bien podría haber participado en los Juegos Olímpicos de Verano de 1940 que debían celebrarse en Londres, pero fueron cancelados después del estallido de la Segunda Guerra Mundial. Decidió convertirse en médico y no seguir a su padre en el ejército después de que su hermano murió a principios de la guerra. Asistió al Hospital St. Mary's de Londres, bajo una beca en la que instruyó a sus compañeros de educación física. Él fue a los Estados Unidos para terminar sus estudios médicos como parte de un grupo de estudiantes británicos financiados por the Rockefeller Foundation. Conoció a su primera esposa, su colega Bernice Alture, mientras estaba en la Escuela de Medicina de la Universidad de Pensilvania y realizó su pasantía en el Hospital Johns Hopkins.
Tanner supervisó un estudio iniciado por el gobierno británico en un orfanato en Harpenden a partir de 1948. Si bien el estudio había sido originalmente planeado para estudiar los efectos de la desnutrición en los niños, Tanner trazó y fotografió el crecimiento de los niños en el estudio durante un período de varios años, desarrollando la escala de Tanner, que mide la maduración sexual en adolescentes basada en características que pueden medirse objetivamente, incluyendo el tamaño de los genitales y la cantidad de vello púbico. Los datos recabados condujeron al desarrollo de la gráfica de crecimiento moderna, utilizada por los pediatras de todo el mundo para monitorear el patrón de crecimiento en los niños hasta la adolescencia, con curvas separadas que miden la trayectoria de crecimiento de niños y niñas identificados como madurando temprano, normal o tarde. Basándose en su investigación, Tanner señaló que el 90% de la altura de un niño individual se basa en factores genéticos, pero que el medio ambiente es el factor clave cuando se estudian a miles de niños. Al estudiar las características de crecimiento de grandes poblaciones, Tanner llegó a la conclusión de que los datos de toda la comunidad sobre la estatura de los adultos eran un indicador de cómo una sociedad fomenta a sus jóvenes.
Tanner hizo una investigación temprana sobre el uso de la hormona del crecimiento humano para dirigirse a los niños cuyo crecimiento se retrasó significativamente y fue responsable de seleccionar el pequeño puñado de niños en el Reino Unido que serían tratados con la escasa oferta de HGH extraída de cadáveres humanos. Después de que un número de pacientes de todo el mundo murió en 1985 debido a una enfermedad cerebral infecciosa propagada por los tratamientos de HGH, Tanner inmediatamente detuvo la terapia, pero había pacientes que insistieron en que estaban dispuestos a asumir el riesgo de abordar el retraso de crecimiento de su hijo. Los tratamientos se reanudaron en la década de 1990 después de la introducción de hormona de crecimiento humano genéticamente modificada.
Falleció a la edad de 90 años el 11 de agosto de 2010 en Wellington, Somerset, debido a un golpe y cáncer de próstata. Fue recordado por su segunda mujer, Gunilla, así como por una hija, una hijastra, un hijastro y tres nietas

## Publicaciones
Tanner escribió y co-escribió numerosas publicaciones y contribuciones a publicaciones, como Crecimiento en la Adolescencia o La psicología del Crecimiento humano.